# Sara Larsson
Sara Margareta Larsson (* 13. Mai 1979 in Kristinehamn; seit 2015 Sara Mattsson) ist eine ehemalige schwedische Fußballspielerin, die in der Verteidigung spielte.

## Karriere

### Vereine
Zuletzt spielte sie von 2011 bis 2013 für die KIF Örebro, nachdem sie 2010 in der US-amerikanischen Women’s Professional Soccer für Philadelphia Independence gespielt hatte.
Davor spielte sie für den Linköpings FC in Schweden, wo sie zweimal den schwedischen Pokal gewann und für das mittlerweile aufgelöste Team St. Louis Athletica.
Bevor sie im Jahre 2004 zum LFC kam, spielte sie sechs Jahre für Malmö FF.

### Nationalmannschaft
Im September 2000 debütierte sie in der schwedischen Nationalmannschaft der Frauen, nachdem sie zuvor 12 U-23- und sieben U-19-Spiele bestritten hatte.
Sara Larsson wurde im Jahr 2000 in Schweden zum Rookie of the Year gewählt.
Sara Larsson nahm mit der schwedischen Nationalmannschaft an den Fußball-Weltmeisterschaften der Frauen 2003 und 2007 teil, wo sie 2003 Vizeweltmeisterin wurde.
2009 stand sie im Kader der schwedischen Auswahl zur Fußball-Europameisterschaft in Finnland, bei der sie in einem Vorrunden-Spiel zum Einsatz kam.  Am 9. März 2011 machte sie beim Algarve-Cup im Spiel gegen Japan ihr 100. Länderspiel.
Für die WM 2011 wurde sie ebenfalls nominiert. Sie stand in allen drei Vorrundenspielen in der Startelf und erreichte mit ihrer Mannschaft ungeschlagen das Viertelfinale, wo sie auf die Australierinnen trafen. Auch hier stand Larsson wieder in der Startelf und mit dem 3:1-Sieg wurde sowohl das Halbfinale gegen Japan erreicht, als auch die Qualifikation für die Olympischen Spiele in London. Am 16. Juli 2011 gewann sie mit der Mannschaft das Spiel um Platz 3 beim 2:1-Sieg über Frankreich. Für die Olympischen Spiele 2012 wurde sie nicht nominiert.
Ihr letztes Länderspiel bestritt sie am 15. September 2012 beim 2:1 gegen die Niederlande. Beim ersten Spiel unter der neuen Nationaltrainerin Pia Sundhage am 23. Oktober 2012, dem letzten Spiel im Jahr 2012, gehörte sie noch zum Kader, wurde aber nicht eingesetzt. Danach wurde sie nicht mehr nominiert.
Seit ihrer Heirat 2015 trägt sie den Familiennamen Mattsson.

## Erfolge
- Dritte der Weltmeisterschaft 2011
- Vizeweltmeisterin 2003
- Schwedischer Pokalsieger 2006, 2008
- 112 Länderspiele, 8 Tore